# سیارک ۱۲۵۱۵
سیارک ۱۲۵۱۵ (به انگلیسی: 12515 Suiseki، نامگذاری:1998HE43) دوازده هزار و پانصد و پانزدهمین سیارک کشف شده‌است که در ۳۰ آوریل ۱۹۹۸ کشف شد.
قدر مطلق سیارک برابر ۱۹.۵ است.